# Greyfriars Kirkyard
Greyfriars Kirkyard é o cemitério em torno da Greyfriars Kirk, em Edimburgo, na Escócia. Localiza-se na ponta sul da Old Town, junto à George Heriot's School. São lá sepultadas pessoas desde o final do século XVI, incluindo várias personalidades famosas de Edimburgo. O Kirkyard é gerido pela Câmara Municipal de Edimburgo, em parceria com um fundo de caráter solidário associado, mas separado da igreja. O Kirkyard e os seus monumentos são protegidos pela Listed buildings, na categoria A.

## História

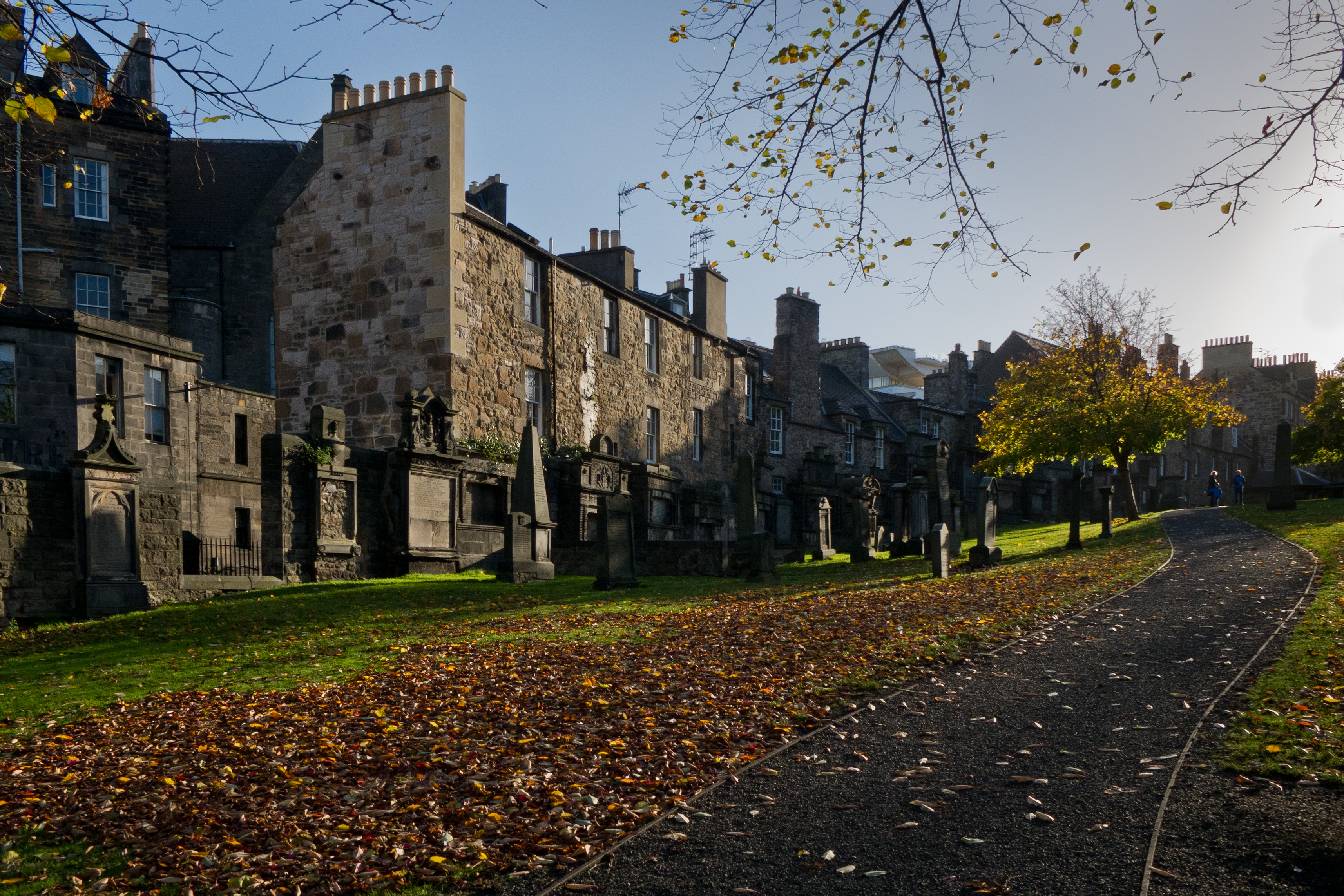
Cemitério Greyfriars, Edimburgo, Escócia, Reino Unido

O nome Greyfriars vem de um mosteiro de franciscanos que ficava naquele local, pois os frades usavam vestes cinzenta, cuja ordem foi dissolvida em 1559. O cemitério foi inaugurado em 1561.
O cemitério esteve envolvido na história dos Covenanters, movimento iniciado com a assinatura do National Convenant (Pacto Nacional), na Greyfriars Kirk, em 28 de fevereiro de 1638. Após a derrota do exército dos Covenanters, em Bothwell Brig, no ano de 1679, cerca de 1 200 Covenanters foram presos num campo ao sul do cemitério, durante quatro meses,  em condições precárias, sem abrigo e quase sem comida. Muitos deles morreram, alguns fugiram e outros foram executados por traição. Os restantes só foram libertados após jurarem lealdade à Coroa britânica. No século XVIII, parte deste campo foi amalgamada ao cemitério e a zona ficou conhecida como "Prisão dos Covenanters".
Nos primórdios da fotografia, na década de 1840, o cemitério foi usado por David Octavius Hill e Robert Adamson como cenário para vários retratos tais como o The Artist and the Gravedigger.

### Greyfriars Bobby
O cemitério está associado a "Greyfriars Bobby", o cão leal que fazia vigília à campa do seu dono. A campa de Bobby, na entrada do cemitério, foi colocada pela Dog Aid Society, em 1981, e marca o local onde este foi enterrado num local não consagrado do cemitério. A estátua do cão encontra-se do outro lado do portão do cemitério, no entroncamento da ponte George VI e da Candlemaker Row. A campa do polícial John Gray (o dono de Bobby), onde o cão dormiu durante 13 anos, fica no caminho oeste, a cerca de 30 metros a norte da entrada. A pedra com o seu nome é recente, visto que a sua campa não tinha qualquer sinalização.

### Inspiração paraHarry Potter
O cemitério de Greyfriars serviu de inspiração para parte da história de Harry Potter. Não muito longe dali encontra-se o café Elephant House, onde a escritora trabalhava frequentemente e acredita-se que o nome real do vilão Voldemort, Tom Riddle, foi inspirado pela campa de Thomas Riddel, um general que morreu em 1806 e que se encontra sepultado no cemitério.

## Monumentos

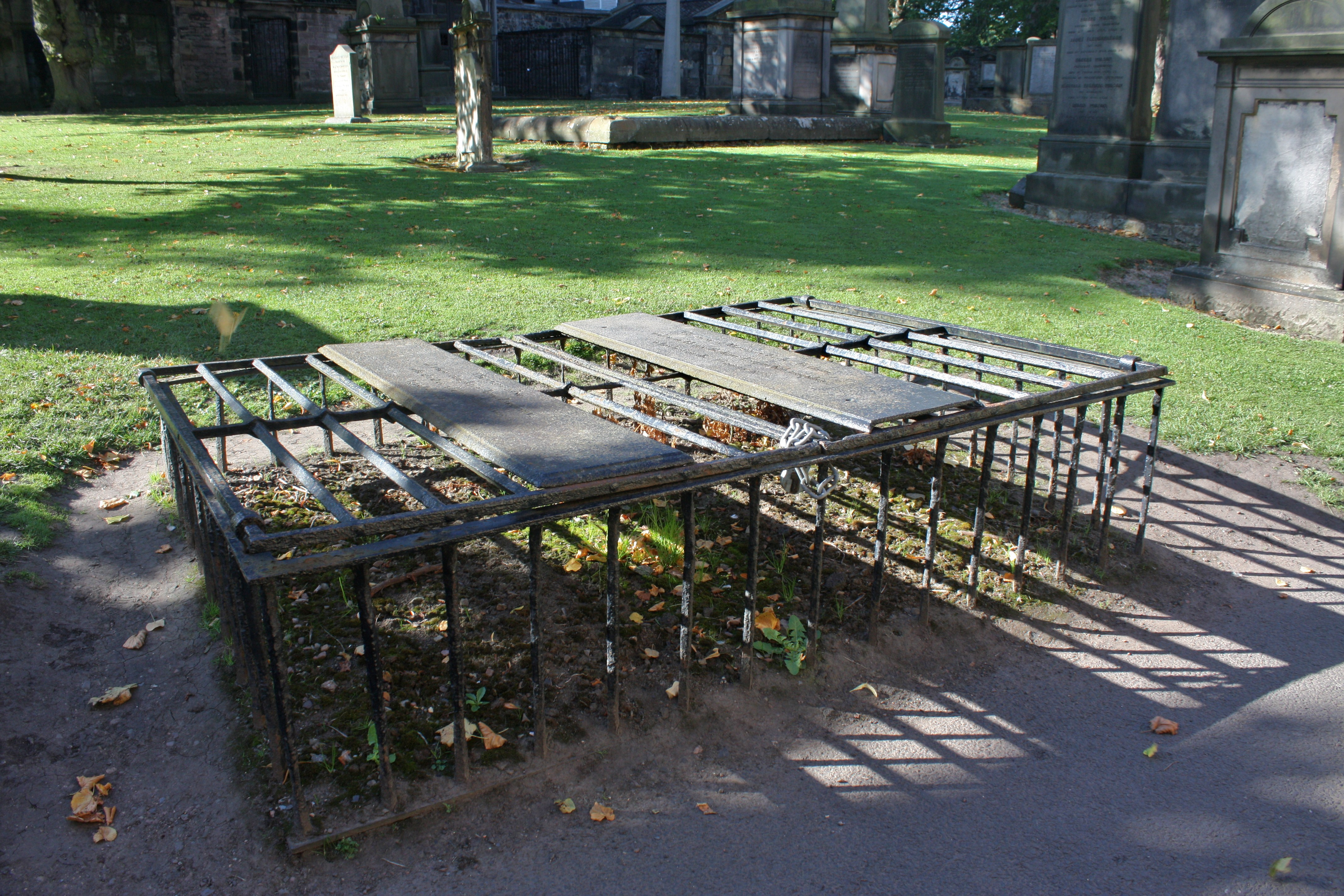
Exemplo de um "mortsafe" no cemitério Greyfriars

Os jazigos fechados encontram-se sobretudo na zona sul do cemitério e na "Prisão dos Covenants". Estes têm paredes em pedra sólida ou grades em ferro e foram criados para impedir roubos de cadáveres, algo que se tornou problemático no século XVIII. O cemitério de Greyfriars tem ainda duas jaulas em ferro denominadas "mortsafes". Estas jaulas eram alugadas e protegiam cadáveres durante o tempo necessário para retirar o interesse de ladrões que forneciam cadáveres à Faculdade de Medicina de Edimburgo para serem dissecados.
Alguns monumentos notáveis incluem o Monumento dos Mártires que serve como memorial para os Covenanters executados. O monumento de estilo italiano que serve de memorial a Sir George Mackenzie foi concebido pelo arquiteto James Smith e inspirou-se no Tempietto di San Pietro, criado por Donato Bramante. O memorial de Duncan Ban MacIntrye foi renovado em 2005 por 3000 libras após uma campanha de angariação de fundos que durou um ano. O monumento de John Bryes of Coates, 1629, foi um dos últimos trabalhos do mestre de obra William Wallace.

## Sepultamentos notáveis
- William Adam (1689–1748), com seu filho John Adam, ambos arquitetos (1721–1792)
- William Adam (1751–1839), juiz
- Alexander Adie FRSE (1775-1859), fabricante de instrumentos ópticos
- David Aikinhead (1566–1637), eleito Lord Provost (Magistrado Chefe) de Edimburgo duas vezes, 1620–22 e 1625–30
- William Annand (1633–1681), pastor e Decano da St Giles Cathedral
- John Bayne of Pitcairlie (1620–1681), Escriturário
- Leslie Balfour-Melville (1854-1937), golfista
- John Beugo (1759–1841), entalhador
- Joseph Black (1728–1799), médico
- Hugh Blair (1718–1800)
- Sir James Hunter Blair, 1st Baronet (1741-1787)
- Robert Blair, Lord Avontoun (1741–1811), juiz
- Andrew Brown (1763–1834), pastor e historiador de Nova Scotia
- George Buchanan (m. 1582), historiador e reformista
- James Buchanan of Drumpellier (1726-1786), eleito Lord Provost de Glasgow duas vezes. Deu o nome à Buchanan Street
- James Burnett, Lorde Monboddo (1714–1799), juiz
- John Byres of Coates (Coittes) (1569-1629)
- Robert Cadell (1788–1849), editor
- Archibald Campbell, 9.º Conde de Argyll (1629–1685), nobre
- General Duncan Campbell of Lochnell (1763-1837)
- Sir Hugh Campbell de Cesnock, parte do movimento dos convenanters e deputado de Ayrshire (1615-1688)
- Aglionby Ross Carson FRSE (1780–1850), reitor do liceu 1820-1845, e escritor
- William Carstares (1649–1715), clérigo e político
- Colonel Francis Charteris (1675–1732), famoso libertino e membro do gangue "Hell-fire"
- Robert Chieslie Lord Provost, que perdeu uma fortuna no esquema Darian e morreu em Darien House (o asilo) - enterrado no jazigo da família MacKenzie, ao lado do seu irmão John Chiesley, que foi assassinado.
- Alexander Christison FRSE (1753–1820)
- William Coulter, Lord Provost de Edimburgo (1808–1810)
- Bishop William Cowper (1568–1619)
- James Craig (1739–1795), arquiteto e designer da New Town de Edimburgo
- William Creech (1745–1815), livreiro e Lord Provost de Edimburgo
- Andrew Crosbie (1736–1785), advogado e membro fundador da Royal Society of Edinburgh
- Hugh Cunningham of Bonnington (1643–1710), Lord Provost de Edimburgo 1702-4
- Andrew Dalzell, FRSE Professor de Grego na Universidade de Edimburgo (1742–1806)
- Charles Kemp Davidson, Lord Davidson (1929-2009) Senator of the College of Justice
- Forrest Dewar (1748-1817) cirurgião, presidente da Royal College of Surgeons of Edinburgh 1786/88
- Alexander Donaldson (1727-1794), livreiro e editor
- Sir Charles Douglas, 1st Baronet (1727–1789)
- James Douglas, 4th Earl of Morton (died 1581), Regente da Escócia
- Adam Drummond of Binend (1679-1758), Professor de Anatomia da Universidade de Edimburgo
- Adam Drummond (1713-1786)
- Very Rev John Drysdale FRSE DD (1718–1788) Moderador da Igreja da Escócia por duas vezes, em 1773 e 1784, genro de William Adam e enterrado no jazigo da família Adam
- George Dunbar, académico de Estudos Clássicos (1777–1851)
- William Dunlop, historiador eclesiástico (1692-1720)
- John Erskine, teólogo (1721–1803)
- Mary Erskine (1629–1708), fundadora da escola Mary Erskine School
- David Falconer (1640–1685), juiz
- James Falconer of Phesdo (1648–1706), juiz e Senator of the College of Justice
- Sir Adam Ferguson (1770–1854) soldado filho de Adam Ferguson
- James Ferguson, Lord Pitfour (1700-1777)
- John Macpherson Ferguson (1784–1855) filho mais novo de Adam Ferguson
- Duncan Forbes, Lord Culloden (1685–1747), político e juiz
- Sir William Forbes, 6th Baronet of Monymusk and Pitsligo FRSE (1739-1806) e o seu filho, Sir William Forbes, 7th Baronet (1773-1828), banqueiro
- Sir James Forrest, 1st Baronet (1780–1860), Lord Provost de Edimburgo 1837-43
- Francis Garden, Lord Gardenstone (1721-1793) Lorde da Lei (túmulo não marcado)
- William Ged (1699–1749), inventor do estereótipo (túmulo não marcado)
- Walter Geikie (1795–1837), artista
- Adam Gillies, Lord Gillies (1760–1842), juiz
- Dr John Gordon (1786–1818), anatomista e opositor da frenologia
- Lewis Duncan Brodie Gordon (1815–1876) engenheiro civil
- Alexander Graeme (1741–1818), oficial da marinha
- James Gillespie Graham (1777–1855), arquiteto
- Lord Patrick Grant (1691–1754), juiz
- John Hall of Dunglass (1650-1695) Lord Provost, e o seu bisneto, Sir James Hall (1761-1832) geologista
- Robert Hamilton (advocate) FRSE (1763-1831), amigo de Sir Walter Scott
- Matthew Hardie (1755–1826) o Stradivari Escocês
- Franz Hedrich (1823-1895), poeta alemão
- Alexander Henderson (died 1646), clérigo e político
- Thomas Henderson FRSE, túmulo não marcado na campa do seu sogro, Alexander Adie
- George Heriot (1540-1610), ourives, pai de George Heriot
- Rev Prof John Hill FRSE (1747-1805), classicista
- Vice Admiral Sir George Home (1740-1803)
- Sir James Home (1790-1836)
- Vice Admiral Sir John Home of Blackadder (morreu em 1803)
- John Hope (1725-1786), botânico, e o seu filho, Thomas Charles Hope (1766-1844), médico
- Sir Thomas Hope, 1st Baronet (1573–1646)
- William Howison (1798–1850), entalhador
- Alexander Gibson Hunter of Blackness (1771–1812), colecionador de livros e editor, sócio de Archibald Constable
- James Hutton (1726–1797), geólogo
- Sir David Innes (m.1866)
- Gilbert Innes of Stow (m. 1832)
- George Jamesone (1587–1644), o mais conhecido pintor de retratos da Escócia no século XVII
- John Kay (caricaturist) (1742–1826)
- Alexander Kemp FRSE (1822-1854), químico
- Robert Kerr (1759–1813), escritor científico
- James L'Amy of Dunkenny FRSE (1772-1854), advogado e frenologista
- John Law (c1632-1712) pastor e prisioneiro em Bass Rock[6]
- Sir John Leach (1760–1834) juiz, enterrado no jazigo da família Adam
- John Learmonth of Dean (1789–1858), Lord Provost de Edimburgo 1831-33
- William Little (1525-1601) eleito Lord Provost de Edimburgo, em 1586 e 1591.
- Sir George Lockhart (1630–1689), vítima de assassinato, enterrado no jazigo da família Mackenzie
- Thomas McCrie (1772–1835), historiador, e o seu filho, Thomas M'Crie the Younger (1797–1875)
- Alexander MacDuff de Bonhard FRSE (1816-1866)
- William McGonagall (1825–1902), poeta
- Duncan Ban MacIntyre (1724–1812), poeta galês
- Colin Maclaurin (1698–1746), matemático, e seu filho John Maclaurin, Lorde Dreghorn (1734-1796)
- Sir George Mackenzie (1636–1691), Lord Advocat
- Henry Mackenzie (1745–1831), escritor e autor do livro The Man of Feeling e o seu filho, Joshua Henry Mackenzie, Lord Mackenzie (1774-1851)
- James McLurg of Vogrie (1629–1717), Deão da Guilda, filantropo
- John Manderston, Lord Provost de Edimburgo 1819–21
- Sir John Medina (1659–1710) artista famoso
- Patrick Miller of Dalswinton (1731–1815) inventor do navio a vapor
- Robert Scott Moncrieff (1793–1869) advogado e artista amador
- Alexander Monro (1697–1767) e o seu filho, Alexander (1733–1817), anatomistas famosos
- Alexander Monteith (surgeon) (1660-1713) cirurgião e farmaceuta
- Sir Harry Munro, 7th Baronet (1720–1781) líder militar na Rebelião de 1745
- Archibald Muir, eleito Lord Provost of Edinburgo dias vezes, em 1691–92 e 1696–98
- Alexander Murray (1775–1813)
- James Murray de Deuchar (1571 - 30 Apr 1649), comerciante rico. Bethia Maule
- John Mylne (1611–1667), pedreiro e arquiteto
- William Newbigging FRSE (1772–1852), médico
- Alexander Nisbet (1657–1725), antiquário e autor de A System of Heraldry (a localização da sua campa não é clara)
- William Oliphant, Lord Newton (1561–1628), juiz
- Archibald Pitcairne (1652–1713), médico
- Captain John Porteous (c. 1695–1736), soldado e vítima de linchamento. Os motins de Poteous têm o seu nome
- Gilbert Primrose (1535-1616) cirurgião
- James Rae (surgeon) (1716-1791)
- Allan Ramsay (1686–1758), poeta
- Archibald Riddell, prisioneira na Bass Rock e pastor dos Convenanters em New Jersey e Edimburgo
- Henry James Riddell (m. 1861) comandante-supremo do exército escocês
- Thomas Riddell, a possível inspiração da personagem fictícia Tom Riddle (Voldemort) na série Harry Potter de J.K. Rowling[7]
- William Robertson (1721–1793), historiador e o seu filho, Tenente-coronel David Robertson MacDonald
- William Robertson (antiquary) FRSE (1740-1803)
- George Romanes FRS (1848–1894) (apenas um memorial)
- William Roxburgh (1751-1815) botânico
- Thomas Ruddiman (1674–1757), académico de Estudos Clássicos e gramático
- Sir William Scott of Thirlestane (1670–1725) latifundiário e poeta
- Robert Sibbald (1641–1722) médico e botânico
- Henry Siddons (1774–1815) ator falhado, filho de Sarah Siddons, morreu numa visita a Edimburgo
- Sir James Skene (died 1633) Presidente do Colégio de Justiça
- John Skene, Lord Curriehill (m.1617)
- William Smellie (1740–1795), enciclopedista e criador da Encyclopædia Britannica
- James Spittal (1769-1842), Lord Provost de Edimburgo de 1833 a 1837, e o seu filho, Dr. Robert Spittal
- Sir James Stewart (1635-1713), Lorde Advogado, localização da campa desconhecida
- Matthew Stewart (1717-1785) pai de Dugald Stewart (túmulo não marcado)
- James Stirling (1692–1770), matemático
- Sir James Stirling, 1st Baronet, eleito Lord Provost de Edimburgo três vezes, e Sir Gilbert Stirling, barão
- James Struthers (1770–1807), orador famoso
- James Stuart of Binend (1716-1777) eleito duas vezes Lord Provost de Edimburgo, e o seu filho, Charles Stuart of Dunearn (1745-1826)
- Prof John Thomson FRS FRSE (1765–1846), Presidente da Royal College of Surgeons of Edinburgh, Presidente da Royal Medical Society etc.
- Archibald Tod (m. 1656), eleito duas vezes Lord Provost de Edimburgo em 1646–48 e 1651–54
- Robert Traill (1603-1678), pastor da paróquia
- A família Trotter de Mortonhall, incluindo William Trotter, Lord Provost entre 1825 e 1827
- William Tytler (1711–1792), o seu filho, Alexander Fraser Tytler (1747–1813) e neto, Patrick Fraser Tytler (1789–1849)
- Barbara e Mary Walker de Coates, solteironas famosas que pagaram a St Marys Episcopal Cathedral no oeste da cidade
- William Wallace (1768–1843), matemático
- George Watson (1654–1723), contabilista e fundador da George Watson's College
- James Watson (m. 1722)tipógrafo e editor. Fundador dos jornais Edinburgh Gazette e Edinburgh Courant
- John Watson W.S. (m. 1762), fundador da John Watson's Institution, atualmente a Gallery of Modern Art
- Patrick Wilson (1798–1871), arquiteto
- Robert Whytt (1714–1766)
- William Wright (1735-1819), botânico